# مشروع مولوتوف

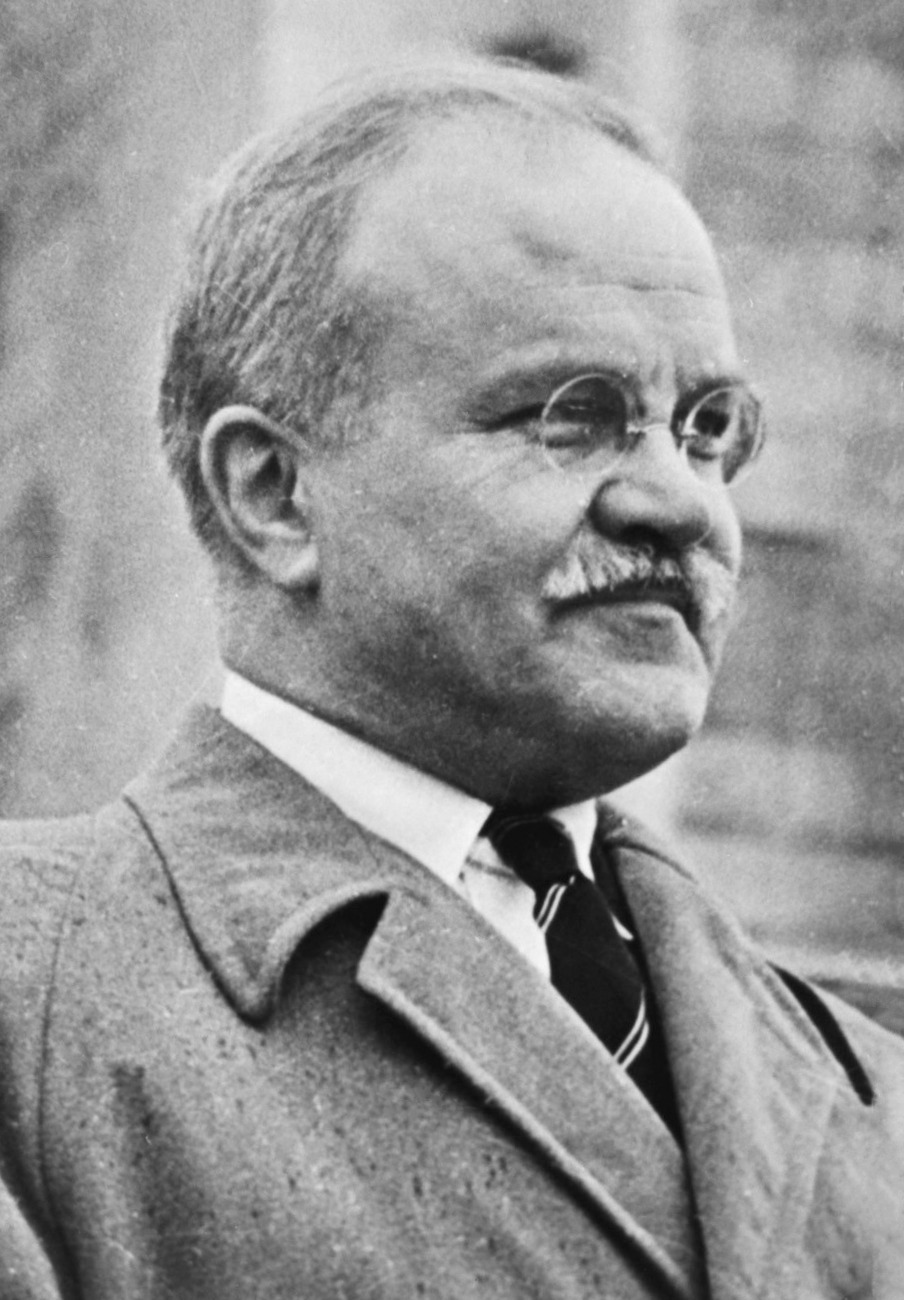
فياتشيسلاف مولوتوف.

مشروع مولوتوف هو مبادرة اقتصادية أطلقها الاتحاد السوفيتي عام 1947 بمبادرة فياتشيسلاف مولوتوف، وكانت تقريبا رداً على مشروع مارشال الذي طرحته الولايات المتحدة. حيث، جعلوه دعامة لإعادة بناء دول أوروبا الشرقية المتحالفة معهم، فأطلقوا عليه في بادئ الأمر اسم «مشروع الإخاء»، وأحكموا به قبضتهم على تلك الدول، بحيث لم تدنُ من مشروع مارشال إلا من فارقت دائرة نفوذهم.
فلما رفض فياتشيسلاف مولوتوف، وزير الخارجية السوفيتي، مشروع مارشال، أقر مشروعه الخاص الذي عُرف باسمه، وأسس عبره نظاماً اقتصادياً يقوم على الاتفاقيات الثنائية بين الاتحاد السوفيتي ودول الكتلة الشرقية، فحول تجارتها نحوه، وقطع بها سبل التواصل مع الغرب. ثم مضوا في هذا السبيل إلى أن أنشأوا الكوميكون، ليكون مظلة تجمع دولهم في إطار اقتصادي موحد، يعزز تعاونها ويبقيها تحت لوائهم.
وكانت هذه المساعدات السوفيتية ترفع عن الدول بعض أثقال الحرب، لكنها لم تكن تخلو من التناقض، إذ أن السوفييت، في الوقت الذي مدوا فيه يد الدعم، طالبوا دولاً، خاصة تلك التي كانت من دول المحور، بدفع تعويضات ثقيلة عن الحرب. فبقيت تلك الدول بين مد يد العون وسلبه، مقيدة بقيود السياسة ومتطلبات النظام الاشتراكي.
وقد قصد السوفييت من هذا المشروع أن يكون سداً منيعاً يحول دون تسرب نفوذ الولايات المتحدة إلى الكتلة الشرقية، وحماية لعقيدتهم الاشتراكية من مد الرأسمالية التي أرادت أمريكا أن تبسطها عبر مشروعها. وهكذا، لم يكن مشروع مولوتوف إلا وجهاً من أوجه الصراع بين الشرق والغرب خلال الحرب الباردة، حيث أراد كل منهما أن يثبت نفوذه، ويعزز مكانته، ويحول دون غلبة الآخر.

## قائمة الدول المستفيدة
- الاتحاد السوفييتي
- بولندا
- تشيكوسلوفاكيا
- المجر
- رومانيا
- بلغاريا
- ألمانيا الشرقية